# هاويا / بليغ ساوند
هاويا / بليغ ساوند  هو مضيق بحري في جزيرة الجنوب بنيوزيلندا. يقع في فيوردلاند، على بعد 30 كيلومترًا جنوب غرب ميلفورد ساوند، ويبلغ طوله 15 كيلومترًا. يشكل المضيق البحري شكل حرف "Z" ملتويًا. يتدفق نهر وايلد نيتفيز إلى الذراع الداخلي، باونتي هافن.

## التاريخ والتسمية
الاسم الماوري هاويا هو اسم إيوي قديم لكاتي هاويا. أطلق جون جرونو على المضيق اسم بليغ ساوند في عام 1809، على اسم السفينةالحاكم بليغ تكريمًا لحاكم نيو ساوث ويلز، ويليام بلاي.
في أكتوبر 2019، تم تغيير اسم المضيق رسميًا إلى هاويا / بليغ ساوند. 

## محمية بحرية
تغطي محمية هاويا (صخور كليو) البحرية 411 هكتارًا في الجزء الأوسط من المضيق البحري. وتشمل المحمية مساحات كبيرة من موائل الجدران الصخرية الضحلة المحمية وموائل الشعاب المرجانية العميقة أو الجدران الصخرية. 